# 남평 주조장
남평주조장은 일본인들에 의해 1932년 5월 15일(소화 7년), 전라남도 나주시 남평읍 남평리에 남평주조주식회사로 설립되었다. 2011년 7월 26일 나주시의 향토문화유산 제27호로 지정되었다.

## 지정 사유
건물의 평면을 살펴보면, 출입구는 건물 전면의 우측면 구석에 위치하여 입구부에 사무실과 내실을 두었다. 이 공간은 근대의 것 그대로 온전히 남아 있다. 중앙의 작업장을 중심으로 상부와 하부에 술을 만들고 저장하는 각종 시설과 공간을 배치하였다. 특히 중앙 작업장의 바닥을 경사지게 하여 물의 배수를 원활히 하였고 화로와 굴뚝을 작업장 우측 구석에 두었다. 우측의 작업실 뒤로 계단을 두어 직원숙소를 배치하였는데 그곳에 1930년대의 것으로 추정되는 다다미방을 두었고, 천장과 벽체구조 등의 목가구 형식이 온전하게 남아 있다. 작업장의 들보나 2층 마루바닥, 지붕틀 구조는 원래의 것으로 남아 있지만, 2층으로 오르는 사다리는 사라졌다. 이 건물은 몇 개의 실들을 제외하고 근대의 구조부재와 가구부재들이 그대로 남아 있으며 견실한 내부 구조체와 의장재 등을 잘 보존하고 있다는 점에서 보전가치가 높다.